# Kato Mylos
Kato Mylos (griechisch Κάτω Μύλος) ist eine Gemeinde im Bezirk Limassol in der Republik Zypern. Bei der Volkszählung im Jahr 2021 hatte sie 57 Einwohner.

## Lage und Umgebung

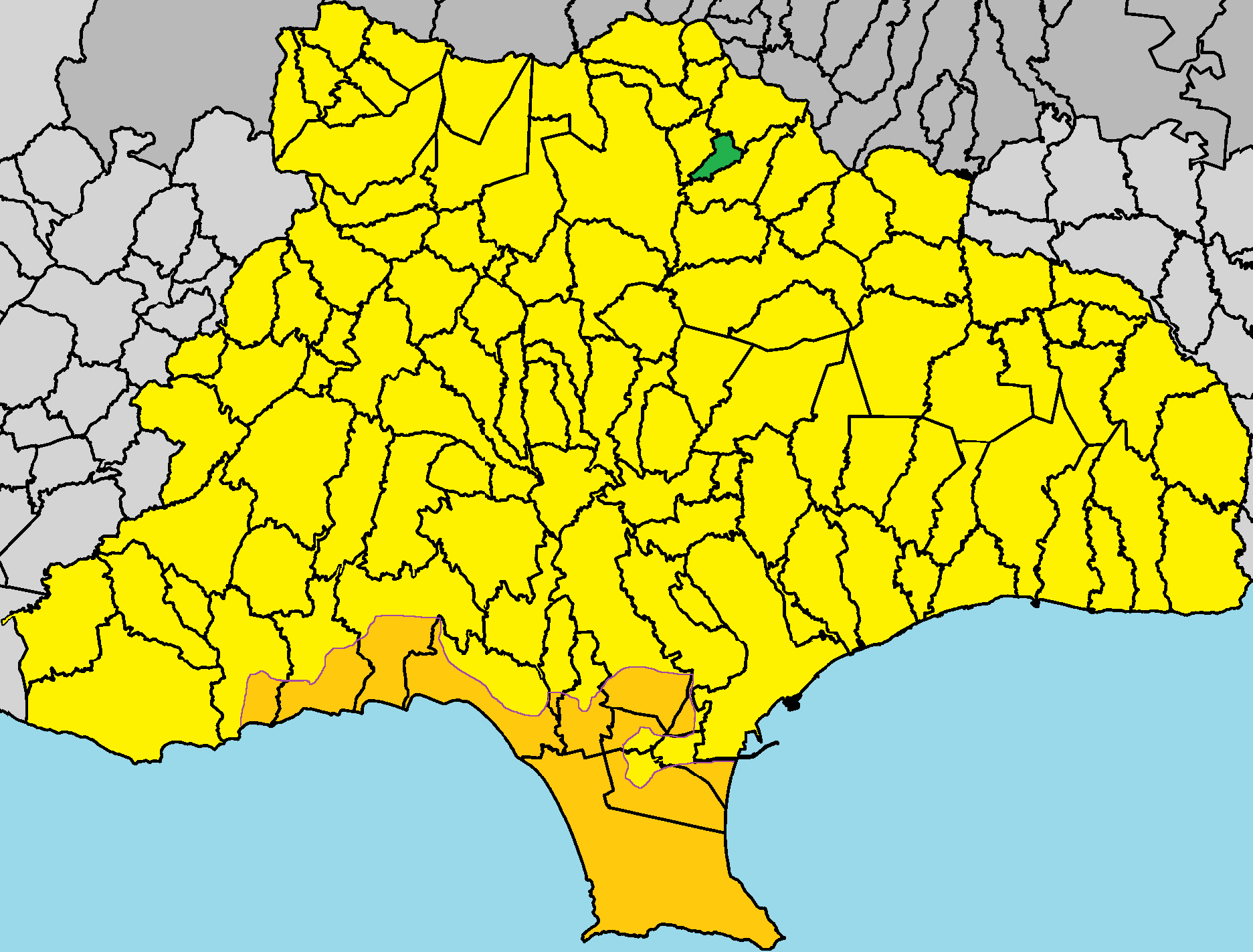
Lage im Bezirk Limassol

Kato Mylos liegt auf der Mittelmeerinsel Zypern auf einer Höhe von etwa 790 Metern, etwa 1 Kilometer nördlich von Limassol. Es liegt in der geografischen Region Pitsilia und wird vom Fluss Limnati, einem Nebenfluss des Kouris, in zwei Teile geteilt. Das etwa 2,74 Quadratkilometer große Dorf grenzt im Westen grenzt es an Potamitissa und Pelendri, im Nordosten an Agros und im Süden und Osten an Agios Ioannis.

## Geschichte
Die Gründung des Dorfes erfolgte 1692. In diesem Jahr gab es auf Zypern eine tödliche Epidemie. In der Gegend von Kato Mylos wurden zwei Wassermühlen betrieben, die obere und die untere Mühle. Diese Wassermühlen befanden sich am Ufer des Limnati. In der Nähe der Gegend gab es ein Dorf namens „Alonatzia“. Aufgrund der Epidemie wurde es von seinen Bewohnern verlassen. Einige von ihnen ließen sich in dem Gebiet nieder, in dem sich die untere Mühle befand, wo sich eine Siedlung entwickelte, die als „Untere Mühle“ bezeichnet wurde.